# BV De Graafschap (vrouwenvoetbal)
De Graafschap Vrouwen is een Nederlands vrouwenvoetbalteam uit het Gelderse Doetinchem, onderdeel van De Graafschap, welke is opgericht op 1 juli 2024. De club komt sinds het seizoen 2024/25 uitkomen in de Vrouwen Eerste divisie.

## Eerste elftal

### Selectie
Bijgewerkt tot 13 februari 2025
| Nr.           | Nat.               | Naam             | Contract | Vorige club          |
| ------------- | ------------------ | ---------------- | -------- | -------------------- |
| Keepers       |                    |                  |          |                      |
| 1             | Vlag van Nederland | Ella Kers        |          | Jeugd                |
| 16            | Vlag van Nederland | Linden Alkema    |          | FC Twente            |
| Verdedigers   |                    |                  |          |                      |
| 2             | Vlag van Nederland | Chayenne Mulder  |          | FC Twente            |
| 3             | Vlag van Nederland | Rachel Kleine    |          | Excelsior            |
| 4             | Vlag van Nederland | Lotte Jansen     |          | SV Zulte Waregem     |
| 5             | Vlag van Nederland | Annemijn Hakkers |          | Jeugd                |
| 18            | Vlag van Nederland | Lijne Klees      |          | Jeugd                |
| 15            | Vlag van Nederland | Inge Bolder      |          | Jeugd                |
| 23            | Vlag van Nederland | Isa Hubers       |          | Jeugd                |
| 25            | Vlag van Nederland | Rafa Rothman     |          | Jeugd                |
| 27            | Vlag van Nederland | Tess Alkema      |          | Jeugd                |
| 31            | Vlag van Nederland | Dewi Snippe      |          | sc Heerenveen (huur) |
| Middenvelders |                    |                  |          |                      |
| 6             | Vlag van Nederland | Bibi van Engen   |          | FC Twente            |
| 8             | Vlag van Nederland | Kee Hubert       |          | Jeugd                |
| 10            | Vlag van Nederland | Lotte Masseling  |          | FC Twente            |
| 12            | Vlag van Nederland | Jinke Wagenmans  |          | Jeugd                |
| 17            | Vlag van Nederland | Anne Tijink      |          | Quick '20            |
| 21            | Vlag van Nederland | Zoey Verheij     |          | Jeugd                |
| 22            | Vlag van Nederland | Kim Joosten      |          | VV Eldenia           |
| 24            | Vlag van Nederland | Britt Reisner    |          | Jeugd                |
| Aanvallers    |                    |                  |          |                      |
| 7             | Vlag van Nederland | Sterre Visser    |          | Jeugd                |
| 9             | Vlag van Nederland | Sam Roddenhof    |          | FC Twente            |
| 11            | Vlag van Nederland | Milou Zeijseink  |          | Jeugd                |
| 14            | Vlag van Nederland | Noni-Rose Joseph |          | Jeugd                |
| 19            | Vlag van Nederland | Linde Geltink    |          | Jeugd                |
| 20            | Vlag van Nederland | Maud Reijenga    |          | Jeugd                |

## Organisatie
| Management      |           |                   |      |
| Hilde Gerritsen | Nederland | Algemeen Manager  | 2024 |
| Anouk ter Bille | Nederland | Technisch Manager | 2024 |

## Overzichtslijsten

### Competitie
Geen data om weer te geven.
- 2024–heden: De Graafschap

## Voetnoten
Jong ADO Den Haag · Jong Ajax · Jong AZ · De Graafschap · FC Groningen · Jong Excelsior Rotterdam · Jong Feyenoord · Jong sc Heerenveen · NAC Breda · Jong PEC Zwolle · Jong PSV · Sparta Rotterdam · Jong Telstar · Jong FC Twente · Jong FC Utrecht